# Адана (аеропорт)
Аеропорт Адана-Шакірпаша (тур. Adana Havalimanı) (IATA: ADA, ICAO: LTAF) — міжнародний аеропорт, що обслуговує Адану, Туреччина. 
Аеропорт є хабом:
- Pegasus Airlines

Аеропорт Адани був побудований у районі Шакірпаша, за 2,3 км на захід від історичного центру міста. Був відкритий для експлуатації як летовище спільного базування в 1937 році та став повноцінним цивільним аеропортом в 1956 році.

## Авіалінії та напрямки, лютий 2021
| Авіакомпанія      | Пункт призначення                                                                                              |
| ----------------- | --- |
| AnadoluJet        | Анкара, Бейрут, Ерджан, Стамбул–Сабіха Гекчен                                                                  |
| Corendon Airlines | Сезонний: Кельн/Бонн, Дюссельдорф (з 14 травня 2021), Ганновер, Мюнстер/Оснабрюк, Нюрнберг                     |
| Pegasus Airlines  | Анталія, Дюссельдорф, Ерджан, Стамбул–Сабіха Гекчен, Ізмір, Трабзон, Ван Сезонний: Бодрум, Кельн/Бонн, Даламан |
| Qatar Airways     | Доха |
| SunExpress        | Анталія, Дюссельдорф, Франкфурт, Ізмір Сезонний: Кельн/Бонн, Гамбург, Ганновер, Мюнхен, Штутгарт, Амстердам    |
| Turkish Airlines  | Стамбул Сезонний: Берлін-Бранденбург, Амстердам                                                                |

## Статистика пасажирообігу
Див. джерело запитів Вікіданих та джерела.